# Bahía de Súbic

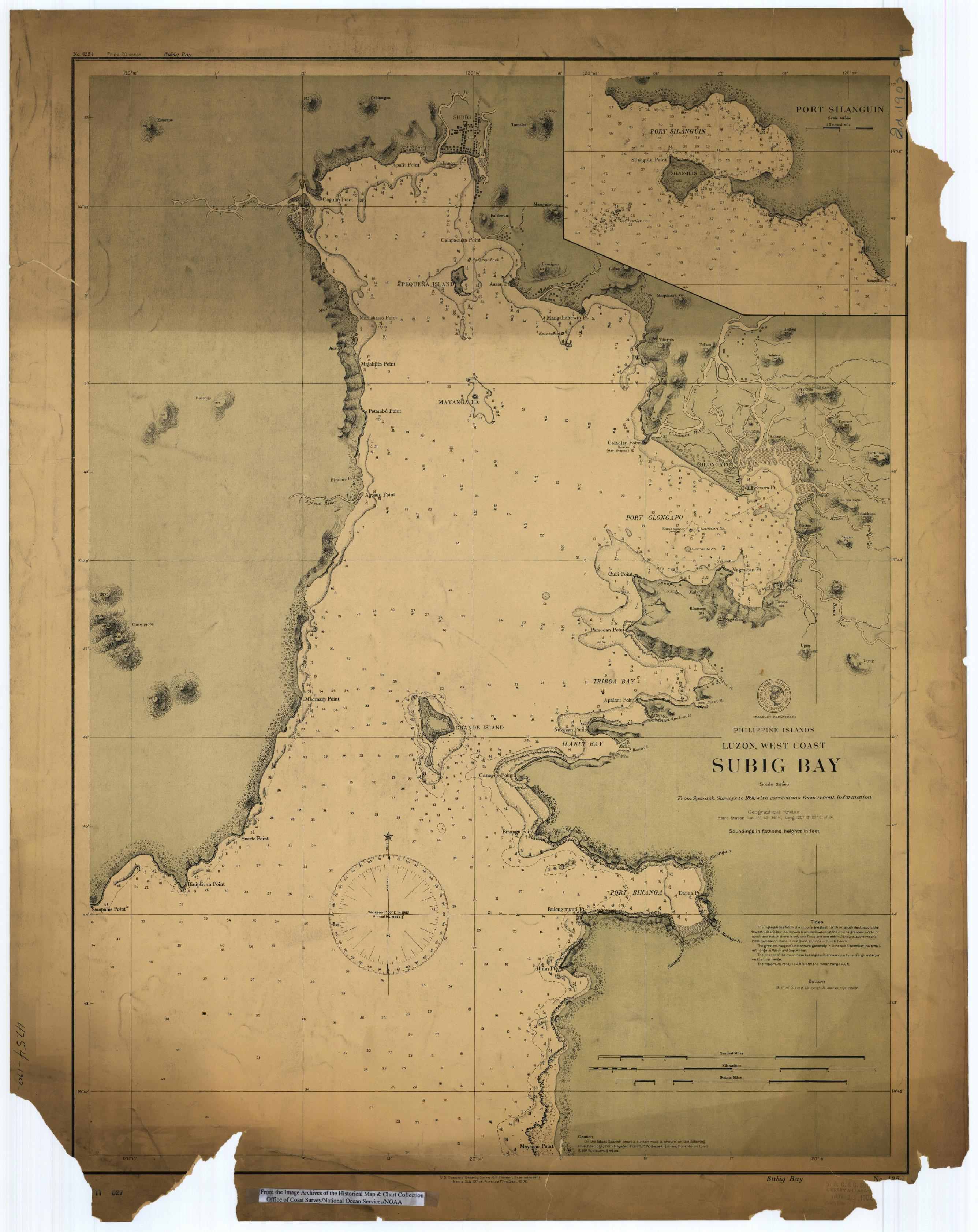
Carta de navegación de 1902, de la bahía de Súbic.

La bahía de Súbic es una bahía en la costa oeste de la isla de Luzón, en Filipinas, 100 km al noroeste de la bahía de Manila. Anteriormente era una importante base naval estadounidense; ahora es la ubicación de un área industrial y comercial conocida como la Súbic Bay Freeport Zone, bajo la Súbic Bay Metropolitan Authority.